# Cầu Marianne

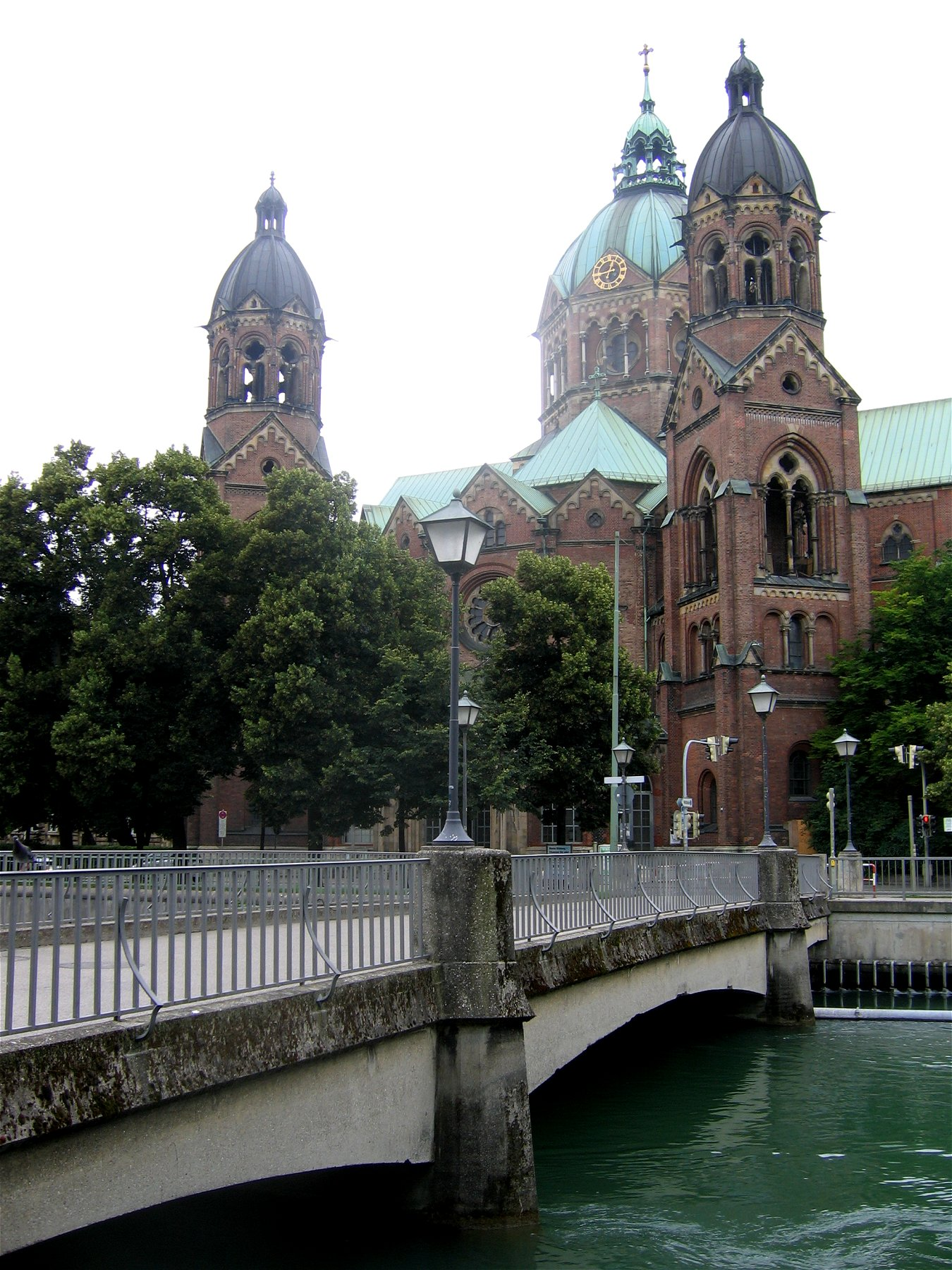
Mariannenbrücke

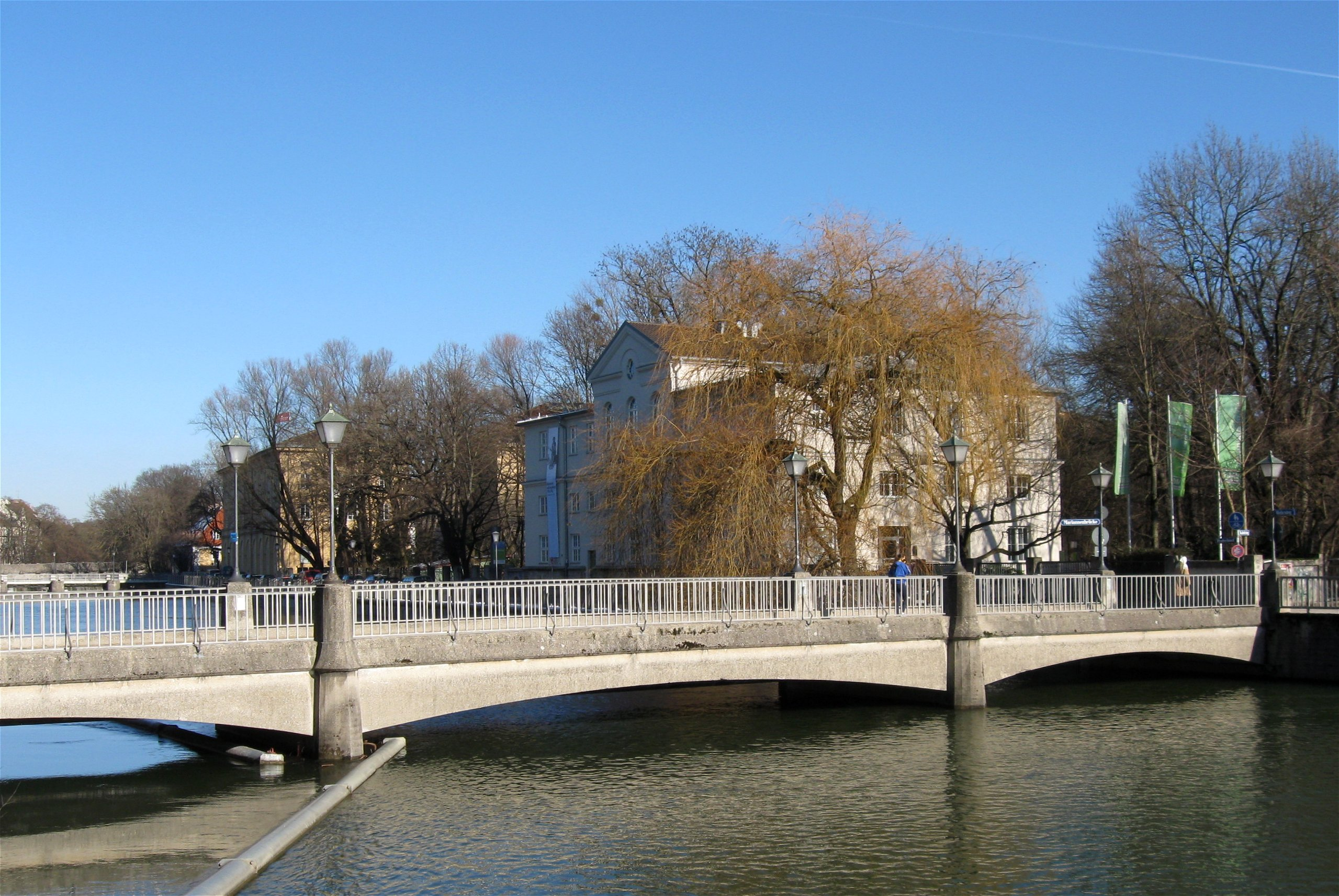
Phía Nam

Mariannenbrücke là một cầu bắc ngang sông Isar tại München.

## Vị trí
Cầu nằm tại khu vực Lehel đối diện nhà thờ St. Lukas. Nó bắc qua Große Isar, nhánh bên trái của sông Isar, dẫn tới phía Nam của Praterinsel.

## Lịch sử
Mariannenbrücke được xây vào năm 1888 như là cầu gỗ nhân dịp triển lãm nghệ thuật quốc gia Đức. 1929 cầu được xây lại là cầu giàn, vì tình trạng cầu có thể sụp bất cứ lúc nào, bằng các miếng bê tông cốt sắt.

## Mô tả
Cầu có chiều dài tổng cộng 38,30 m, bề ngang 6 m, chia làm 3 phần có chiều dài 11,60 m, 11,60 m và 15,00 m.
Ban đầu là cầu đường, bây giờ chỉ cho người đi bộ.
Cầu được đặt theo tên của Maria Anna von Sachsen, vợ của đại công tước Maximilian III. Joseph

## Sách báo
- Christine Rädlinger, Landeshauptstadt München, Baureferat (Hrsg.): Geschichte der Münchner Brücken. Verlag Franz Schiermeier, München 2008, ISBN 978-3-9811425-2-5.